# سمارت 1
سمارت 1 (SMART-1) هو ساتل أنتج في السويد بواسطة مؤسسة الفضاء السويدية وأطلقته وكالة الفضاء الأوروبية لاستكشاف القمر في 28 سبتمبر 2003 من جويانا الفرنسية في مركز جويانا الفضائي بصاروخ «أريان-5» ووضع في مدار قطبي أهليلجي (بيضاوي) في نوفمبر 2004. وقد بدأ إرسال ملاحظاته العلمية في مارس 2005. تحطم في 3 سبتمبر 2006 كما كان مقررا على سطح القمر، مختتما بذلك مهمة علمية ناجحة استمرت 16 شهرا، وسمحت خصوصا بمراقبة قطبي القمر.

## طريقة جديدة
تم صنع المركبة سمارت 1 في وقت قصير وبتكلفة بسيطة، حيث تكلفت 110 مليون يورو من ضمنها رسوم الإطلاق. وكان السبب في ذلك بشكل جزئي هو استخدام أساليب إدارية جديدة وتقنيات جديدة في التصميم فضلا عن الأجهزة صغيرة الحجم. وتبلغ مساحة المركبة متر مربع ووزنها 367 كيلوجرام، حيث يمكن اعتبارها دمية في الفضاء.
تعمل مركبة الفضاء سمارت 1 بنظام دفع جديد يعتمد على الطاقة الشمسية ليقوم بدفع المركبة نحو القمر. ويعمل محرك المركبة عن طريق طرد شعاع من ذرات غاز الزنون «الأيونات» من خلف المركبة، وهو ما ينتج عنه اندفاع في الاتجاه المعاكس ومن ثم تنطلق المركبة إلى الأمام.

## مهمة

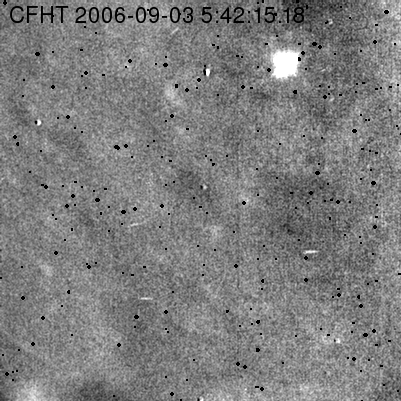
تأثير فلاش سمارت 1

قام بمهمة مسح تضاريس سطح القمر ورصد خاماته المعدنية والمياه المتجمدة فيه، في موقع يسمى «بحيرة الامتياز» Lacus excellentiae، وهي منطقة عريقة في القدم تمتد على حفرة قطرها 100 ميل (161 كلم) في نصف الكرة الجنوبي للقمر. تمكن العلماء بفضل سمارت-1 من أن يرصدوا للمرة الأولى وجود كالسيوم ومغنيزيوم إضافة إلى سيليكيوم وألمنيوم على القمر.مهمة علمية ناجحة استمرت 16 شهرا أتاحت التعرف أكثر على خصائص هذا القمر.
تمثلت أولى مهمات المسبار الأوروبي في اختبار المحرك الأيوني الذي صممته وكالة الفضاء الأوروبية، وهو المحرك الذي دفع بـ«سمارت 1» في مسار حلزوني فريد من نوعه من الأرض نحو القمر. ويتوقع ان يطور هذا المحرك لسفن الرحلات الفضائية المستقبلية، بتجربة محرّك لا يستهلك الكثير من الوقود. رغم أنّ المركبة قامت بمسح كل سطح القمر، إلا أنها ركّزت على قطبي القمر الوحيدين حول الأرض، الذين تستقر درجة حرارتهما عند 20 درجة مئوية تحت الصفر، مقارنة بخط الاستواء الذي تتراوح درجة حرارته بين 120 درجة مئوية و170 درجة تحت الصفر.
حملت سمارت ـ 1 التي تزن 807 رطلاًً، ويقودها محرك مزود بقوة دفع يزن سبعة غرامات فقط، معدات دقيقة لمسح وتصوير سطح القمر، بحثا عن قاعدة لبعثات في الفضاء البعيد. إحدى الأجهزة الاختبارية التي وضعت في المسبار اتاحت تجربة نظام ملاحي جديد سيتيح مستقبلا للمركبات الفضائية السير بطريقة ذاتية دون تدخل من المراقبين الأرضيين.، من ضمنها D-Cixs وهو جهاز بريطاني يتولى مهمة الكشف عن العناصر الكيميائية الرئيسية لسطح القمر.

## الاصطدام
اختتم مهمة علمية ناجحة باصطدامه، كما كان مقررا، بسطح القمر بسرعة 7200 كيلو متر في الساعة في منطقة «بحيرة الامتياز» السهل الواقع في المنطقة الجنوبية المرئية للقمر. أمكن متابعة سقوط «سمارت-1» مباشرة من خلال مقراب كندا- فرنسا العملاق في هاواي. تمكن المسبار من الصعود مجددا إلى السطح مشكلا نوعا من الألعاب النارية مع بريق أقوى من الذي كان متوقعا إذا ما غاص مباشرة في جوف تربة القمر. محدثاً حفرة قطرها بين ثلاثة وعشرة أمتار.

## وصلات خارجية
- الموقع الرسمي لسمارت 1